# A. Lange & Söhne
A. Lange & Söhne, legalmente Lange Uhren GmbH, é uma empresa alemã fabricante de relógios de pulso de luxo com sede em Glashütte, fundada em 1845 por Ferdinand Adolph Lange sob o nome de A. Lange & Cie. É considerada a maior fabricante de relógios de luxo alemã da história e amplamente conotada como uma das mais luxuosas do mundo.

## Modelos
Entre inúmeros modelos, alguns ganharam maior destaque como:
- Lange 1[6]
- 1815[7]
- Zeitwerk[8]